# Jordan Clarke
Jordan Michael Clarke (ur. 10 lipca 1990 w Anchorage w stanie Alaska) – amerykański lekkoatleta specjalizujący się w pchnięciu kulą.
W 2009 sięgnął po srebro panamerykańskiego czempionatu juniorów w Port-of-Spain. W 2015 bez awansu do finału startował na mistrzostwach świata w Pekinie.
Medalista mistrzostw Stanów Zjednoczonych. Stawał na najwyższym stopniu podium czempionatu NCAA.
Rekordy życiowe: stadion – 21,49 (28 czerwca 2015, Eugene) hala – 20,86 (9 marca 2012, Nampa). 

## Osiągnięcia
| Rok  | Impreza                              | Miejsce       | Lokata            | Wynik |
| ---- | ------------------------------------ | ------------- | ----------------- | ----- |
| 2009 | Mistrzostwa panamerykańskie juniorów | Port-of-Spain | 2. miejsce        | 19,97 |
| 2015 | Mistrzostwa świata                   | Pekin         | el. – 13. miejsce | 19,89 |